# Anna di York (duchessa di Exeter)

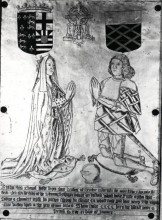
Anna di York con suo marito

Anna di York (Fotherighay, 10 agosto 1439 – Mechelen, 14 gennaio 1476) fu una nobile inglese e duchessa di Exeter.

## Biografia
Era figlia di Riccardo Plantageneto, III duca di York, e di sua moglie, Cecilia Neville.  Fu quindi la sorella maggiore di Edoardo IV e Riccardo III.

## Matrimoni

### Primo matrimonio
Nel 1447 venne data in sposa a Henry Holland, III duca di Exeter. Ebbero una figlia:
- Anna (1455–1475)[1], sposò Thomas Grey, I marchese di Dorset[2]

Durante la Guerra delle Due Rose, suo marito si schierò dalla parte dei Lancaster. Prese parte alla battaglia di Wakefield e nella Seconda battaglia di St Albans. Fu anche comandante della sconfitta di Lancaster nella battaglia di Towton. Fuggì nel Regno di Scozia dopo la battaglia, e poi si unì a Margherita d'Angiò nel suo esilio in Francia. Il 4 marzo 1461 il fratello minore di Anna, Edoardo, duca di York, fu proclamato re a Londra con il nome di Edoardo IV. Exeter fu catturato, ma il nuovo re diede le sue tenute ad Anna e alla loro figlia. Anna ed Exeter si separarono nel 1464 e divorziarono nel 1472. Durante il ritorno di Enrico VI, Anna rimase fedele a suo fratello Edoardo IV e, in quello che sembra essere stato il suo unico intervento in politica, lavorò duramente per convincere suo fratello Giorgio, duca di Clarence, ad abbandonare la causa lancastriana.

### Secondo matrimonio
Nel 1474 sposò Sir Thomas St. Leger (1440-1483), un fedele seguace di suo fratello. Ebbero una figlia:
- Anna (14 gennaio 1476-21 aprile 1526), sposò George Manners, XI barone di Ros

Prese parte al tentativo di ribellione del duca di Buckingham contro il fratello minore di  Edoardo IV, Riccardo, in seguito al quale fu giustiziato nel 1483. Nel 1467 il re estese il resto della maggior parte delle terre dell'ex duca di Exeter a sua sorella Anna e a tutti i suoi eredi. Pertanto, se si fosse risposata, i futuri bambini avrebbero potuto ereditarli.

## Morte
Anna morì dando alla luce la sua seconda figlia, a cui venne messo il nome della madre. Fu sepolta nella cappella di San Giorgio nel Castello di Windsor il 1 febbraio 1476.

## Ascendenza
|                                               |                                          |                                            | Genitori                             |  |  | Nonni |  |  | Bisnonni                             |  |  | Trisnonni                 |  |
|                                               |                                          |                                            |                                      |  |  |       |  |  | Edmondo Plantageneto, I duca di York |  |  | Edoardo III d'Inghilterra |  |
|                                               |                                          |                                            |                                      |  |  |       |  |  | Edmondo Plantageneto, I duca di York |  |  | Edoardo III d'Inghilterra |  |
|                                               |                                          | Filippa di Hainaut                         |                                      |  |  |       |  |  | Edmondo Plantageneto, I duca di York |  |  |                           |  |
| Riccardo Plantageneto, III conte di Cambridge |                                          |                                            |                                      |  |  |       |  |  | Edmondo Plantageneto, I duca di York |  |  |                           |  |
|                                               |                                          | Isabella di Castiglia                      | Pietro I di Castiglia                |  |  |       |  |  |                                      |  |  |                           |  |
|                                               |                                          | Isabella di Castiglia                      | Pietro I di Castiglia                |  |  |       |  |  |                                      |  |  |                           |  |
|                                               |                                          | Isabella di Castiglia                      | Maria di Padilla                     |  |  |       |  |  |                                      |  |  |                           |  |
| Riccardo Plantageneto, III duca di York       |                                          | Isabella di Castiglia                      |                                      |  |  |       |  |  |                                      |  |  |                           |  |
|                                               |                                          | Ruggero Mortimer, IV conte di March        | Edmondo Mortimer, III conte di March |  |  |       |  |  |                                      |  |  |                           |  |
|                                               |                                          | Ruggero Mortimer, IV conte di March        | Edmondo Mortimer, III conte di March |  |  |       |  |  |                                      |  |  |                           |  |
|                                               |                                          | Ruggero Mortimer, IV conte di March        | Filippa Plantageneta                 |  |  |       |  |  |                                      |  |  |                           |  |
| Anna Mortimer                                 |                                          | Ruggero Mortimer, IV conte di March        |                                      |  |  |       |  |  |                                      |  |  |                           |  |
|                                               |                                          | Alianore Holland                           | Thomas Holland, II conte di Kent     |  |  |       |  |  |                                      |  |  |                           |  |
|                                               |                                          | Alianore Holland                           | Thomas Holland, II conte di Kent     |  |  |       |  |  |                                      |  |  |                           |  |
|                                               |                                          | Alianore Holland                           | Alice FitzAlan                       |  |  |       |  |  |                                      |  |  |                           |  |
| Anna di York                                  |                                          | Alianore Holland                           |                                      |  |  |       |  |  |                                      |  |  |                           |  |
|                                               | John Neville, III barone Neville di Raby | Ralph Neville, II barone Neville di Raby   |                                      |  |  |       |  |  |                                      |  |  |                           |  |
|                                               | John Neville, III barone Neville di Raby | Ralph Neville, II barone Neville di Raby   |                                      |  |  |       |  |  |                                      |  |  |                           |  |
|                                               | John Neville, III barone Neville di Raby | Alice Audley                               |                                      |  |  |       |  |  |                                      |  |  |                           |  |
| Ralph Neville, I conte di Westmorland         | John Neville, III barone Neville di Raby |                                            |                                      |  |  |       |  |  |                                      |  |  |                           |  |
|                                               |                                          | Maud Percy                                 | Henry de Percy, II barone Percy      |  |  |       |  |  |                                      |  |  |                           |  |
|                                               |                                          | Maud Percy                                 | Henry de Percy, II barone Percy      |  |  |       |  |  |                                      |  |  |                           |  |
|                                               |                                          | Maud Percy                                 | Idonea Clifford                      |  |  |       |  |  |                                      |  |  |                           |  |
| Cecily Neville                                |                                          | Maud Percy                                 |                                      |  |  |       |  |  |                                      |  |  |                           |  |
|                                               |                                          | Giovanni Plantageneto, I duca di Lancaster | Edoardo III d'Inghilterra            |  |  |       |  |  |                                      |  |  |                           |  |
|                                               |                                          | Giovanni Plantageneto, I duca di Lancaster | Edoardo III d'Inghilterra            |  |  |       |  |  |                                      |  |  |                           |  |
|                                               |                                          | Giovanni Plantageneto, I duca di Lancaster | Filippa di Hainaut                   |  |  |       |  |  |                                      |  |  |                           |  |
| Joan Beaufort, contessa di Westmorland        |                                          | Giovanni Plantageneto, I duca di Lancaster |                                      |  |  |       |  |  |                                      |  |  |                           |  |
|                                               |                                          | Katherine Swynford                         | Payne De Roet                        |  |  |       |  |  |                                      |  |  |                           |  |
|                                               |                                          | Katherine Swynford                         | Payne De Roet                        |  |  |       |  |  |                                      |  |  |                           |  |
|                                               |                                          | Katherine Swynford                         | ?                                    |  |  |       |  |  |                                      |  |  |                           |  |
|                                               |                                          | Katherine Swynford                         |                                      |  |  |       |  |  |                                      |  |  |                           |  |